# 246. bataljon ABHO
246. bataljon ABHO je organizacijska jedinica roda ABHO vojske Srbije raznovrsnog sastava. Opremljena je i osposobljena da samostalno ili u sastavu drugih struktura, pojedinim svojim organskim jedinicama ili kao brigada u celini, na svim područjima Republike Srbije, uspešno izvršava zadatke posebnih mera protiv nuklearno-hemijsko-biološkog obezbeđenja u okviru projektovanog sistema ABHO.
246. bataljon ABHO je razmešten u kruševačkoj kasarni „Car Lazar“ i na vežbalištu „Ravnjak“. Komandant 246. bataljona ABHO je potpukovnik Zoran Vukadinović.
U ratu 246. bataljon ABHO, izvršava namenske zadatke NHB kontrole i RHB dekontaminacije na težišnim pravcima i rejonima upotrebe glavnih snaga Vojske Srbije.

## Istorijat
Prva regularna jedinica protivhemijske zaštite, poznata kao „Barutanski bataljon“, formirana je 28. septembar 1932. godine u Vojnotehničkom zavodu „Obilićevo“ u Kruševcu. Od 1994. godine taj dan se u Vojsci obeležava kao Dan roda ABHO.
Naziv „Barutanski“, po ugledu na tadašnje hemijske jedinice drugih armija u svetu, bataljon je dobio zbog konspiracije. Namena mu je bila da izučava iskustva iz primene hemijskih sredstava u proteklom ratu, obavlja upoznavanje i ispitivanje sredstava lične i kolektivne zaštite, kao i upoznavanje sa bojnim otrovima i sredstvima za njihovu primenu, te sa sredstvima za primenu plamena i dima.
Prva jedinica protivhemijske zaštite imala je četiri čete od po 150 ljudi. Bila je tako organizovana da bi, u slučaju rata, u svakoj diviziji mogla formirati po jednu četu protivhemijske zaštite. Celokupna obuka u bataljonu imala je formu kursa za zaštitu od bojnih otrova, odnosno protivhemijske zaštite, radi što bržeg osposobljavanja izabranih starešina namenjenih za buduće nosioce zadataka iz programa protivhemijske zaštite u pukovima i divizijama. Nastavno osoblje činili su stručnjaci iz sastava zavoda „Obilićevo“.
Po uzoru na vodeće svetske armije, i vojska Kraljevine Jugoslovije imala je organizovanu službu protivhemijske zaštite što je prvo razdoblje u razvoju ABHO roda. U ratnim formacijama bivše Jugoslovenske vojske, pored „Barutanskog bataljona“ namenjenog za protivhemijsku zaštitu Vrhovne komande, postojali su i hemijski bataljoni, armijske hemijske čete, hemijske čete divizija, planinska hemijska četa, hemijska četa Boke Kotorske i Šibenika i hemijski vod konjičke divizije.
Opremu i sredstva za hemijske jedinice obezbeđivao je Vojnotehnički zavod „Obilićevo“.
Drugo razdoblje u razvoju roda ABHO počinje odmah po završetku Drugog svetskog rata formiranjem jedinica i organa PHZ na čelu sa komandom hemijskih jedinica MNO 20. jula 1945. godine kada se iznova počinje sa formiranjem, konsolidacijom i unapređenjem službe protiv hemijske zaštite (kasnije roda ABHO). Taj period traje do sredine 1992. godine.
U prvo fazi, od 1945. do 1950. godine, služba PHZ se organizaciono, kadrovski i materijalno tehnički konsolidovala i učvrstila. Početkom 1948. godine formiraju se bataljoni PHZ pri komandama armijskih oblasti, a dotadašnja „a PHZ MNO“ preimenuje se u „Upravu PHZ MNO“.
Period od 1945. do 1950. godine je bio veoma značajan za razvoj PHZ, odnosno ABHO jer su tada postavljene osnove budućeg razvoja roda.
U drugoj fazi, od 1950. do 1956. došlo je do prepotčinjavanja hemijske službe inžinjeriji, zaostajanja i stagnacije razvoja ABHO u celini i, napokon, do izdvajanja u samostalnu službu.
U trećoj fazi, od 1956 do 1992. godine, samostalna služba protivhemijske zaštite prerasla je u ABH službu, a ubrzo zatim u rod Atomsko-biološko-hemijske odbrane, sa pojačanom ulogom i većim značajem što je dovelo do naglog razvoja. Za razvoj roda u ovom periodu posebno je značajno formiranje jedinica ranga puka.
Treće doba u razvoju roda ABHO počelo je 1992. godine.
Organizacijsko-formacijskom dogradnjom roda ABHO, povećane su njegova efikasnost i racionalnija upotreba, posebno u okviru realizacije posebnih mera PNHBOb. Radi što uspešnijeg i ekonomičnijeg trošenja raspoloživih resursa izvršeno je ukrupnjavanje jedinica ABHO, tako da dolazi do formiranja i brigade ABHO.
Oslanjajući se, pre svega, na domaću tehnologiju i sirovinsku bazu, uz angažovanje domaće industrije i stručnjaka VTI, postepeno su razrešavani problemi supstitucije proizvodnje i nastavljena tehnička modernizacija roda, uz poznate teškoće finansiranja.
Rod ABHO se u procesu transformacije VS uspešno prilagodio novim uslovima. Uspostavljena je optimalna organizacijsko-formacijska struktura, što je uz kvalitetan i stručan kadar, tehničku modernizaciju i dobru borbenu obuku, osnovni preduslov za uspešno izvršavanje namenskih zadataka.
Danas je rod ABHO osnovni nosilac planiranja, priprema, organizovanja i neposredni izvršilac specijalističkih zadataka protivnuklearno-hemijsko-bioloških dejstava. Opremljen je i osposobljen da u određenom borbenom ambijentu može uspešno izvršiti sve namenske zadatke.

## Naoružanje i vojna oprema
U opremi Vojske Srbije trenutno ima 69 vrsta, odnosno 94 modela sredstava naoružanja i vojne opreme i nastavno-materijalnih sredstava (NVO i NMS) ABHO. Od toga, 14 vrsta, odnosno 19 modela su u opremi jedinica ABHO, a ostalo u opremi jedinica drugih rodova i službi.
Sredstva NVO ABHO su klasifikovana u sledeće grupe:
- Zaštita,
- Dekontaminacija,
- Dozimetrija i radiometrija jonizujućih zračenja,
- Detekcija i identifikacija toksičnih hemikalija,
- Nastavna sredstva za imitacije efekata dejstva nuklearnog, hemijskog i zapaljivog oružja i
- Nesmrtonosna hemijska sredstva za privremeno onesposobljavanje.

Razvoj NVO i NMS ABHO proističe iz planskog naučno-istraživačkog rada, koji je zasnovan na praćenju dostignuća u svetu u oblasti nuklearne, hemijske i biološke zaštite, mogućnostima istraživačkog potencijala i industrije zemlje. Pre uvođenja u opremu VS sva sredstva ABHO prolaze uobičajenu proceduru laboratorijskih i trupno-eksploatacionih ispitivanja.
Neka od sredstva koja se nalaze u opremi VS poseduju i sertifikate o kvalitetu relevantnih međunarodnih institucija koja su kompetentna za izdavanje istih, čime je postignuta kompatibilnost sa sličnim sredstvima modernih armija sveta.
Nosioci izrade sredstava za obezbeđenje opštih i posebnih mera protivnuklearnog, hemijskog i biološkog obezbeđenja su sledeće firme, preduzeća i korporacije:
- Korporacija–Kruševac,
- Preduzeće „Proizvodnja Mile Dragić“–Zrenjanin,
- Institut za nuklearne nauke „Vinča“,
- Čajavec – Profesionalna elektronika, d.o. – Beograd,
- Tigar – Pirot i dr.

U cilju održavanja trenda razvoja sredstava ABHO u modernim armijama sveta i radi dobijanja sredstava sa polifunkcionalnim mogućnostima manji broj sredstava se i nabavlja iz uvoza uz prilagođavanje i optimizaciju rada sistema prema uslovima i zahtevima tehničkih propisa naše države. Na taj način se dolazi do integracije primenjenih modernih tehnologija, visokog nivoa pouzdanosti rada i optimalnog iskorišćenja raspoloživih domaćih potrošnih resursa.

### Zaštita
Sredstva zaštite namenjena su za zaštitu organa za disanje i za zaštitu tela od radioloških, hemijskih i bioloških kontaminanata u različitim uslovima tokom izvršavanja zadataka. Klasifikovana su kao lični zaštitni komplet koji sleduje svakom vojniku (zaštitna maska, rukavice, ogrtač i zaštitne čarape) i kao specijalni zaštitni kompleti koji sleduju pojedinim specijalnostima rodova i službi za izvršavanje specijalnih zadataka za zaštitu u uslovima prisustva RHB kontaminacije.
- Sredstva za ličnu zaštitu za OPŠTE mere PNHB obezbeđenja
  - Čarape zaštitne M.1 (ČZ M.1)
  - Čarape zaštitne M.2 (ČZ M.2)
  - Rukavice zaštitne M.3 (RZ M.3)
  - Rukavice zaštitne M.4 (RZ M.4)
  - Maska zaštitna M.2 (MZ M.2)
  - Maska zaštitna M.2 fonična (MZ M.2F)
  - Maska zaštitna M.2

fonična za pijenje vode (MZ M.2FV)
- - Maska zaštitna M.3 (MZ M.3)
  - Maska zaštitna za konje (MZK)
  - Ogrtač zaštitni M.68 (OZ M.68)
  - Ogrtač zaštitni M.3 (OZ M.3)
  - Ogrtač zaštitni laki M.4 (OZL M.4)
- Sredstva za ličnu zaštitu za POSEBNE mere PNHB obezbeđenja
  - Kombinezon zaštitni M.3 (KZ M.3)
  - Kombinezon zaštitni M.5 (KZ M.5)
  - Odelo filtrujuće zaštitno M.1 (OFZ-M.1)
  - Odelo filtrujuće zaštitno M.00 (OFZ-M.00)
  - Odelo filtrujuće zaštitno M.2 (OFZ-M.2)
  - Odelo filtrujuće zaštitno M.2 PUR

(OFZ-M.2 PUR)
- Kecelja zaštitna (KZ)
  - Čizme zaštitne M.4 (ČZ M.4)
  - Čizme zaštitne M.5 (ČZ M.5)
  - Kombinovani filtri za zaštitu od industrijskih opasnih materija (A2B2-P3, A2E2-P3 i K2-P3)
  - Filtri za kolektivnu zaštitu za transportna sredstva i stacionarne objekte

### Detekcija i identifikacija toksičnih hemikalija
Sredstva za detekciju i identifikaciju toksičnih hemikalija namenjena su za detekciju prisustva klasičnih toksičnih hemikalija koje se upotrebljavaju u vojne svrhe u različitim kontaminiranim sredinama (vazduh, voda, zemlja, hrana, površine MTS…) kao i identifikovanje grupa i tipova prisutnih hemikalija u terenskim uslovima rada. Mogu se koristiti i za uzimanje i bezbedan transport uzoraka kontaminiranih sredina radi detaljnijih analiza u stacionarnim laboratorijama višeg nivoa. Sredstva su koncipirana kao detektori (ručni, poluautomatski i automatski), laboratorije (prenosne i mobilne) i kao pomoćni kompleti. Koncipirana su na osnovama hemijskih metoda a prisustvo toksičnih hemikalija indikuju promenama obojenja (rastvora i reaktiva u indikatorskim cevčicama) i aktiviranjem zvučne i svetlosne signalizacije.
- Detektori
  - Detektor hemijski M.11B (DH M11B)
  - Poluautomatski hemijski detektor M.1 (PHD M.1)
  - Automatski hemijski detektor M.1 (AHD M.1)
  - Detektor hemijski opšte namene (DHON)
  - Komplet ličnih detektora BOt (KLD BOt)
- Laboratorije
  - Laboratorija hemijska M.3 (LH M.3)
  - Laboratorija hemijska M.3-usavršena (LH M.3U)
  - Automobil laboratorija radiološko hemijska (AL-RH)
- Pomoćni kompleti
  - Komplet za uzimanje materijala M.1 (KUM M.1)
  - Komplet za obeležavanje kontaminiranog zemljišta (KonZ)

### Dozimetrija i radiometrija jonizujućih zračenja
Sredstva dozimetrije i radiometrije jonizujućih zračenja namenjena su za otkrivanje prisustva jonizujućih zračenja, merenje jačine doze i doze jonizujućih zračenja i određivanje specifične aktivnosti različitih vrsta radiološki kontaminiranih uzoraka (hrane, vode, biološkog materijala…) u terenskim uslovima. Sredstva su koncipirana u vidu ručnih kompleta detektora, dozimetara sa odgovarajućim čitačima i kompleta prenosnih (prevoznih) radiometrijskih laboratorija. Otkrivanje i merenje fizičkih parametara jonizujućih zračenja bazira se na gasnim i poluprovodničkim senzorima.
- Ručni kompleti detektora
  - Detektor radiološki za borbena i izviđačka vozila M.81 (DRBIV-M.81)
  - Detektor radiološki brodski M.81 (DRB-M.81)
  - Detektor alarmni radiološki (DAR)
  - Merač radioaktivne kontaminacije M.87 (MRK-M.87)
  - Detektor radioaktivnog zračenja opšte namene (DRZON)
  - Detektor radiološki M.3 (DR-M.3]
  - Detektor radiološki M11B-modifikovani (DR-M.11BM)
  - Detektor radiološko-hemijski tenkovski (DR-HT)
- Dozimetri sa čitačima
  - Dozimetar komandni (DK500) sa punjačem komandnih dozimetara tipa PTD 02
  - Dozimetar lični M3/4 (DL-M3/4) sa čitačem dozimetra ličnog M.3/4 (CDL-M3/4)
- Laboratorije
  - Laboratorija radiometrijska M.2 usavršena (LR-M.2U) i detektor alfa poluprovodnički (DAP)
- Izviđačko vozilo i pomoćni kompleti
  - Izviđačko vozilo AR 55

radiološko hemijsko (AR 55 RH)
- - Komplet za vizuelno merenje parametara

nuklearnih i hemijskih udara (KMNHU)

### Dekontaminacija
Sredstva za radiološko-hemijsko-biološku dekontaminaciju namenjena su za izvršenje dekontaminacije pojedinaca, grupe i zajedničkih MTS kao i većih jedinica i operativnih sastava. Upotrebom dekontaminacionih sredstava i primenom odgovarajućih materija za dekontaminaciju mogu se neutralisati, ukloniti i prevesti u netoksično stanje RHB kontaminanti sa različitih površina ili kontaminiranih sredina.
- Sredstva za LIČNU dekontaminaciju
  - Lični pribor za dekontaminaciju M.3 (LPDM.3)
  - Lični pribor za dekontaminaciju M.2 (LPDM.2) sa autoinjektorom
  - Pribor za dekontaminaciju konja (PDK)
- Sredstva za GRUPNU dekontaminaciju
  - Pribor za dekontaminaciju vozila (PDV)
  - Aparat za grupnu dekontaminaciju 1N sa nosačem (AGD-1N)
- Sredstva za ZAVRŠNU dekontaminaciju
  - Automobil cisterna za vodu M.70 (ACV M.70)
  - Automobil cisterna za dekontaminaciju M.68 (ACD M.68)
  - Automobil cisterna za dekontaminaciju M.78 (ACD M.78)
  - Komplet perionica i sušionica mehanizovana M.63 (PiSM63)
  - Komplet za dekontaminaciju osnovnih jedinica (KDOJ)
  - Uređaj za dekontaminaciju SANIJET

### Nesmrtonosna hemijska sredstva za privremeno onesposobljavanje
Nesmrtonosna hemijska sredstva za privremeno onesposobljavanje predstavljaju različite konstruktivna sredstva, punjena hemijskim materijama za privremeno onesposobljavanje, namenski izrađena i konstruktivno prilagođena za primenu prilikom izvršavanja složenijih zadataka vojnih i policijskih jedinica. Koriste se u: klasičnim protivterorističkim dejstvima, specijalnim protivterorističkim dejstvima, u suzbijanju nereda demonstracija otpora i pobune i u mirovnim operacijama u oblasti bezbednosti i kontrola. Međunarodnim Konvencijama o zabrani hemijskog oružja ova sredstva su dozvoljena, ne koriste se kao metod ratovanja i ne tretiraju se kao Hemijsko oružje
- Hemijske ručne bombe
  - Bomba ručna specijalna M.79 AF1 (BRS M.79 AF1)
  - Bomba ručna specijalna M.79 AG1 (BRS M.79 AG1)
- Raspršivači
  - Raspršivač leđni M.1 (RL M.1)
- Tromblonske hemijske mine
  - Mina tromblonska hemijska školska M.83 eksplozivna (MTHŠ M.83E)
  - Mina tromblonska hemijska školska M.83 dimna (MTHŠ M.83D)

### Nastavna sredstva za imitaciju efekata dejstva NHo
Nastavna sredstva za imitacije efekata dejstva nuklearnog i hemijskog oružja namenjena su za imitiranje različitih vizuelnih efekata primenjenog nuklearnog i hemijskog oružja tokom realizacije obuke iz protiv nuklearnog i hemijskog obezbeđenja jedinica rodova i sluzbi vojske a radi ostvarivanje principa očiglednosti. Koncipirana su da mogu ostvariti efekte hemijskog i nuklearnog udara, efekte hemijske kontaminacije, efekte stvaranja kontaminirane atmosfere i efekte dejstva zapaljivih sredstava.
- Sredstva za imitacije efekata nuklearnog i hemijskog udara
  - Imitator nuklearne eksplozije M.78 (INE-M.78)
  - Imitator hemijskog udara na zemlji M.76 (IHU M.76Z)
- Sredstva za imitacije efekata hemijske kontaminacije
  - Imitator kratkotrajne hemijske kontaminacije-1 (IKHK-1)
  - Imitator dugotrajne hemijske kontaminacije-2 (IDHK-2)
- Školski hemijski pribori
  - Školski hemijski pribor 2 (ŠHP 2)
  - Školski hemijski pribor 3-modifikovani (ŠHP 3-M)
- Sredstva za stvaranje efekata kontaminirane atmosfere
  - Kutija otrovno dimna školska M.1 (KODŠ M.1)
  - Kutija otrovno dimna školska M.3 (KODŠ M.3)
  - Kutija otrovno dimna školska M.4 (KODŠ M.4)
- Sredstva za imitacije efekata zapaljivog oružja
  - Imitator zapaljivih borbenih sredstava M.4 (IZBS M.4)
  - Vežbovna zapaljiva smeša (VZS)

### Perspektivna sredstva za opremanje
Prikazana sredstva su nabavljena iz uvoza radi testiranja, ispitivanja i optimizacije
upotrebe u Vojnotehničkom institutu i Tehničkom opitnom centru.
Sredstva još nisu usvojena u opremu jedinica ABHO.
- Monitor hemijskih agenasa - usavršeni (CAM2 ili ICAM)
- Individualni laki hemijski detektor 3.2 (LCD 3.2)
- Detektor industrijskih gasova - DREGER (ACCURO 2000)
- Prenosni gamaspektrometrijski sistem (DIGIDART MCA)
- Individualni senzor radioaktivnosti (SOR/R)
- Uređaj za detekciju i merenje nuklearnog zračenja i r/a izviđanje (RADIAC SET AN/PDR 77)
- Univerzalni radiološki detektor (RADOS RDS 200)

## Centar za usavršavanje kadrova ABHO
Centar za usavršavanje kadrova atomsko-biološko-hemijske odbrane (CUK ABHO) je obrazovno-vaspitna ustanova Vojske Srbije koja planira, organizuje i sprovodi stručno-specijalističko školovanje i usavršavanje kadrova za potrebe roda ABHO i usavršavanje kadrova za potrebe drugih rodova i službi iz sadržaja protivnuklearnog, protivhemijskog i protivbiološkog obezbeđenja. Formiran je u martu 2003. godine, reorganizacijom Školskog centra ABHO, čiji je pravni sledbenik. Time je obezbeđen kontinuitet u školovanju i usavršavanju kadrova iz oblasti poznavanja, zaštite i uklanjanja posledica dejstva oružja za masovno uništavanje, započet pre Drugog svetskog rata, a koji je svoj najintenzivnije razvoj imao u periodu od 1956. do 1991. godine u okviru tadašnjeg Školskog centra ABHO.
U CUK ABHO se danas za potrebe roda ABHO školuju profesionalni podoficiri i oficiri i rezervni oficiri ABHO, a kroz različite oblike usavršavanja, uglavnom iz sadržaja PNHBOb, realizuje se dopunsko osposobljavanje profesionalnih i rezervnih oficira i podoficira roda ABHO i drugih rodova i službi za formacijske dužnosti.
U CUK ABHO mogu da se školuju i pripadnici stranih OS po posebnim NPP
Centar se angažuje i na izvođenju različitih oblika obuke za potrebe starešina i komandi Vojske Srbije, kao i struktura izvan Vojske.
U Centru se realizuju i internacionalni kursevi Organizacije za zabranu hemijskog oružja (OPCW) sa sedištem u Hagu, iz oblasti pomoći i zaštite od hemijskog oružja. Na ovim stranicama možete pogledati izveštaje sa, do sada, održanih kurseva.
Obrazovno-vaspitni rad u centru se odvija prema savremenim nastavnim planovima i programima, u namenskim kabinetima i laboratorijama. Infrastruktura i bogata nastavna materijalna baza centra obezbeđuju potpunu materijalizaciju sadržaja školovanja i obuke. Za terenske vežbe koristi se vežbalište Ravnjak, koje se nalazi u neposrednoj blizini Kruševca.

## Spoljašnje veze
- 246. bataljon ABHO